# Viva Voz (filme)
Viva Voz é um filme brasileiro de 2003, do gênero comédia, dirigido por Paulo Morelli. Estrelado por Vivianne Pasmanter, Betty Gofman, Graziela Moretto e Dan Stulbach. Foi filmado em 2001 e é o primeiro filme da O2 Filmes a ser lançado após o sucesso de Cidade de Deus de 2002.

## Sinopse
Viva Voz mostra um dia da vida de Duda, um jovem e inseguro empresário que está prestes a receber uma grande quantia de dinheiro. Tudo que ele queria era pôr sua vida em ordem e a partir deste dia passar a ser tudo que não é: honesto, fiel e seguro de si. O primeiro passo para isto é romper com sua amante, mas sua esposa acidentalmente ouve tudo pelo viva-voz do celular e esta ligação vira tudo de cabeça para baixo.

## Elenco
- Vivianne Pasmanter .... Mari
- Betty Gofman .... Déia
- Dan Stulbach .... Duda
- Graziella Moretto .... Karina
- Luciano Chirolli .... Abílio
- Kiko Mascarenhas .... Flavinho
- Fábio Herford .... Monstro
- Otávio Martins .... Alicate
- Genézio de Barros .... Francisco
- Ernani Moraes .... Policial 1
- Paulo Gorgulho .... Policial 2
- Supla .... Sávio

## Principais prêmios e indicações
New York International Independent Film Festival
- Venceu na categoria de Melhor Filme Internacional.

## Participação em festivais
- Participou do Festival do Cinema Brasileiro de Paris (Março/2003), do San Diego Latino Film Festival (Março/2003) e do Istambul International Film Festival (abril/2003). Além disso, Viva Voz encerrou o 19º Festival do Filme Latino de Chicago (Abril/2003)